# Piranhamesodon pinnatomus
Piranhamesodon pinnatomus — викопний вид променеперих риб вимерлого ряду Pycnodontiformes, що існував у кінці юрського періоду (152 млн років тому).

## Скам'янілості
Майже повний скам'янілий екземпляр Piranhamesodon pinnatomus був виявлений у 2016 році у відкладеннях формації Зольнхофен у Баварії на півдні Німеччини. На основі решток у 2018 році доктор Мартіна Кельбл-Еберт — палеонтолог з Jura-Museum Eichstät, описала нові вид та рід.

## Опис
Piranhamesodon pinnatomus мала довгі загострені зуби в передній частині верхньої і нижньої щелеп. Крім того, були трикутні зуби з зазубреними ріжучими краями на передніх кістках, які лежать уздовж бічної частини нижньої щелепи. Малюнок і форма зуба, морфологія щелепи і механіка вказують на те, що рот пристосований для розрізання плоті, як у сучасних піраньїв. Вчені також знайшли жертв Piranhamesodon pinnatomus: інших риб, в тих же вапнякових відкладеннях, на чиїх кістках залишились подряпини від зубів.
Ймовірно, риба жила в тропічних водах.